# کاپیتان آمریکا: نخستین انتقام‌جو
کاپیتان آمریکا: نخستین انتقام‌جو (به انگلیسی: Captain America: The First Avenger) نام پنجمین فیلم دنیای سینمایی مارول است که توسط مارول استودیوز تولید و پارامونت پیکچرز در سال ۲۰۱۱ توزیع شده‌است. این فیلم بر اساس سری داستان‌های کامیک شخصیت کاپیتان آمریکا از مارول کامیکس می‌باشد. جو جانستون کارگردانی فیلم را برعهده داشته‌است. کریس ایوانز، تامی لی جونز، هوگو ویوینگ، هایلی اتول، سباستین استن، دومینیک کوپر، نیال مک‌دوناف، درک لوک و استنلی توچی از بازیگران این فیلم هستند.
ایدهٔ ساخت کاپیتان آمریکا: نخستین انتقام‌جو نخستین بار در سال ۱۹۹۷ مطرح شد و قرار بود تا آرتیسان اینترتیمنت توزیع آن را عهده‌دار باشد. اما یک پروندهٔ حقوقی که نهایتاً در سال ۲۰۰۳ حل و فصل شد، پروژه را لغو کرد. در سال ۲۰۰۵، مارول استودیوز از مریل لینچ وام دریافت کرد و تصمیم گرفت تا این فیلم را از طریق پارامونت توزیع کند. جان فاورو و لویس لتریر پیش از منتصب شدن جانستون در سال ۲۰۰۸، برای ساخت این فیلم ابراز علاقه‌مندی کردند. بین مارس و ژوئن ۲۰۱۰ بازیگران این فیلم انتخاب شدند. فیلمبرداری آن در ژوئن ۲۰۱۰ آغاز شد. لوکیشن‌های فیلم شامل لندن، منچستر، کرونت و لیورپول در بریتانیا و لس آنجلس در ایالات متحده بودند. این فیلم در مراحل پس‌تولید به فیلم سه‌بعدی تبدیل شد.
فرش قرمز کاپیتان آمریکا: نخستین انتقام‌جو در ۱۹ ژوئیه ۲۰۱۱ در هالیوود برگزار شد و ۲۲ ژوئیه ۲۰۱۱ در ایالات متحده اکران گردید. این فیلم در گیشه و نظر منتقدین موفق بود و بیش از ۳۷۰ میلیون دلار در سرتاسر دنیا فروخت. دیسک‌های دی‌وی‌دی و بلو-ری فیلم در ۲۵ اکتبر ۲۰۱۱ به بازار آمد. دنباله‌ای به نام کاپیتان آمریکا: سرباز زمستان در ۴ آوریل ۲۰۱۴ اکران شد و دنبالهٔ سومی نیز به نام کاپیتان آمریکا: جنگ داخلی در ۶ مهٔ ۲۰۱۶ به نمایش درآمد.

## داستان
در عصر حاضر، دانشمندان در قطب شمال، هواپیمای قدیمی یخ زده را پیدا می‌کنند، با استفاده از دستگاه های حفاری موفق به ورود به بدنه هواپیما میشوند.پس اندکی جستجو یکی از افراد به سپر کاپیتان آمریکا را پیدا میکند نیروی اکتشاف به سرعت با مرکزی فرماندهی مبنی بر پیدا کردن جسد قهرمان جنگ جهانی دوم یعنی استیو راجرز تماس میگیرند.
در همان لحظه همه چیز به مارس 1942 باز میگردد، شهر تنسبرگ در اشغال آلمان نازیمی‌باشد، یوهان اشمیت، افسر نازی، و نیروهایش شیء مرموزی بنام تسرکت را با کشتن و نسل کشی کامل یک روستا به دست می آورند که به عقیده اشمیت این شی دارای قدرت بی پایان خدایان است.
در نیویورک، استیو راجرز در استخدام ارتش برای جنگ جهانی دوم به دلایل مختلف بهداشتی و مشکلات جسمی رد می‌شود. راجرز که به نمایشگاه فناوری‌های آینده به همراه دوست خود، گروهبان جیمز «باکی» بارنز می‌رود، دوباره تلاش می‌کند تا به ارتش بپیوندد. دکتر آبراهام ارسکین با شنیدن مکالمه راجرز با بارنز در مورد کمک او به جنگ، به راجرز این اجازه را می‌دهد تا به ارتش کمک کند. ارسکین او را به عنوان بخشی از آزمایش خود، ابر سرباز، استخدام می‌کند و سرهنگ چستر فیلیپس و پگی کارتر، مأمور بریتانیایی، او را می‌پذیرند. فیلیپس ارسکین را متقاعد می‌کند که راجرز فرد مناسبی برای این کار نیست، اما بعد که او را امتحان می‌کند متوجه می‌شود که راجرز آدم فداکاری است، شب قبل از درمان، ارسکین به راجرز می‌گوید که اشمیت روش ناقصی از نسخه را آزمایش کرده‌است و از عوارض دائمی آن رنج می‌برد.
اشمیت و دکتر آرنیم زولا می‌خواهند انرژی تسراکت را مهار کنند، و از قدرت او برای سوخت اختراعات زولا استفاده کند، و همین‌طور استفاده از قدرت حمله تسراکت که جهان تغییر خواهد کرد. اشمیت محل ارسکین را کشف می‌کند و یک قاتل به نام هاینز کروگر را می‌فرستد تا او را بکشد. ارسکین افرادش را برای درمان راجرز و تبدیل او به ابر سرباز مأمور می‌کند، او یک سرم ویژه را به راجرز با «اشعه ویتا» تزریق می‌کند. راجرز پس از آزمایش بلندتر و عضلانی تر می‌شود، کروگر ارسکین را می‌کشد و فرار می‌کند. راجرز به دنبال کروگر می‌رود، اما قاتل برای اجتناب از بازجویی او اقدام به خودکشی با یک کپسول سیانور می‌کند و جمله زنده باد هایدرا را اعلام میکند. بعد از مرگ ارسکین و از دست رفتن فرمول ابر سرباز، سناتور برنت از ایالات متحده راجرز را در لباسی رنگارنگ به عنوان کاپیتان آمریکا در تور ملت برای ترویج روابط جنگی می‌برد در حالی که دانشمندان به او برای مطالعه و تلاش برای کشف فرمول نیاز دارند.
در سال ۱۹۴۳، راجرز در حالی که در تور نظامی در ایتالیا مشغول انجام نمایش است، متوجه می‌شود که واحد بارنز در یک نبرد با نیروهای اشمیت مفقودالاثر شده‌اند. راجرز از این باور که بارنز مرده‌است امتناع می‌کند، او کارتر و هاوارد استارک را سوار بر یک بالگرد می‌کند و به پشت خطوط دشمن می‌رود. راجرز به قلعه نازی هایدرا تحت هدایت اشمیت نفوذ می‌کند و بارنز و دیگر زندانیان را آزاد می‌کند. راجرز با اشمیت مواجه می‌شود، که ماسک اشمیت کنده می‌شود و چهره قرمز او نمایان می‌شود، چهره او جمجمه مانند است که لقب «جمجمه قرمز» را بدست می‌آورد. اشمیت فرار می‌کند و راجرز سربازان آزاد شده را به پایگاه سرهنگ فیلیپس برمی‌گرداند.
راجرز بارنز، دوم دوم دوگان، گیب جونز، جیم موریتا، جیمز مونتگومری فالسورت و ژاک درنیر را برای حمله به دیگر پایگاه‌های هایدرا استخدام می‌کند. استارک لباس راجرز را با تجهیزات پیشرفته، به ویژه یک سپر ساخته شده از ویبرانیوم (یک فلز تقریباً غیرقابل تخریب) آماده می‌کند. راجرز و تیمش عملیات‌های مختلف هایدرا را خراب می‌کنند. بعد، تیم به قطار حامل زولا حمله می‌کند. راجرز و بارنز درگرفتن زولا موفق می‌شوند، اما بارنز از قطار سقوط می‌کند و همه فرض می‌کنند که او مرده‌است. با استفاده از اطلاعات گرفته شده از زولا، قلعه نظامی نهایی هایدرا مشخص می‌شود و راجرز منجر به یک حمله برای جلوگیری از استفاده سلاح‌های کشتارجمعی در شهرها توسط اشمیت می‌شود. راجرز به هواپیمای اشمیت می‌رود تا تسراکت را خاموش کند، و در طول مبارزه ظرف تسراکت آسیب می‌بیند. اشمیت دسته تسراکت را می‌گیرد که باعث می‌شود او در یک نور روشن سقوط کند. تسراکت از طریق هواپیما می‌سوزد و در اقیانوس سقوط می‌کند. راجرز وقتی می‌بیند راهی برای فرود هواپیما بدون خطر انفجار سلاح‌ها نیست، آن را درون قطب شمال می‌اندازد. استارک بعد تسراکت را در کف اقیانوس پیدا می‌کند اما قادر به پیدا کردن راجرز یا هواپیما نمی‌شود، فرض می‌کند که او مرده‌است.
راجرز در یک اتاق بیمارستان به سبک سال ۱۹۴۰ بیدار می‌شود. استنباط نادرستی از پخش رادیو می‌کند و فکر می‌کند چیزی اشتباه است، او فرار می‌کند و خود را در میدان تایمز می‌یابد، که در آنجا او نیک فیوری، رئیس شیلد، را می‌بیند و او به راجرز می‌گوید نزدیک به ۷۰ سال «خواب» بوده‌است.
بازیگران